# Emmanuel Arago
Pour les articles homonymes, voir Arago.
Emmanuel Arago  est un homme politique français, né le 6 août 1812 à Paris où il est mort le 26 novembre 1896.
Fils du savant et homme politique François Arago, il est l'un des pères fondateurs de la Troisième République.

## Biographie

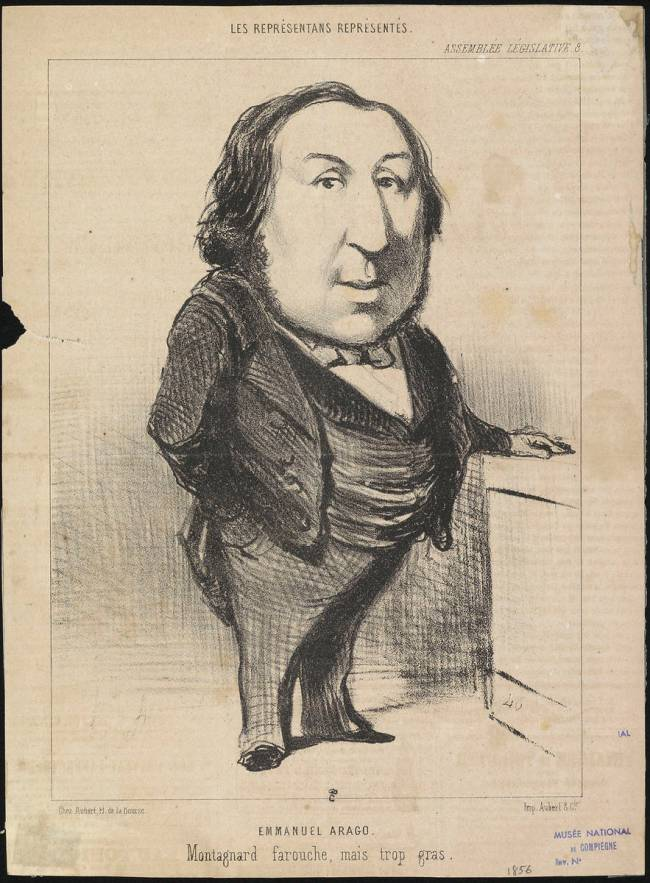
Emmanuel Arago caricaturé par Honoré Daumier.

Ardent républicain comme son père, François Arago, et ses nombreux oncles, notamment Étienne Arago et Jacques Arago, Emmanuel Arago est avocat, défenseur notamment, en 1839, d'Armand Barbès.
Il est nommé commissaire du gouvernement provisoire de 1848 du Rhône (préfet) à Lyon en mars 1848, où il parvient, sans effusion de sang, après avoir proclamé la République, à préserver un équilibre entre les Voraces, porteurs des revendications des canuts, et une bourgeoisie frileuse. Ministre plénipotentiaire à Berlin, il défend la cause de la liberté de la Pologne, avant de démissionner lorsque Louis-Napoléon Bonaparte est élu à la présidence de la République en décembre 1848. Il est député des Pyrénées-Orientales de 1848 à 1851, et siège au sein de la commission sur l'assistance et la prévoyance publiques présidée par Thiers. Avocat, il sauve en 1867 la tête du très jeune Polonais Antoni Berezowski qui a tiré dans le bois de Boulogne sur le tsar Alexandre II.
Député de Paris en 1869, il assume dans le gouvernement de la Défense nationale les responsabilités de ministre de la Justice, puis, en remplacement de  Gambetta, celle de ministre de l'Intérieur. Membre de l'Assemblée législative de 1871 à 1876, sénateur des Pyrénées-Orientales de 1876 à 1896, il est aussi ambassadeur à Berne de 1880 à 1894.
Élu sénateur inamovible, il en refuse la nomination. Il obtient 27 voix, sans être candidat officiellement, à l'élection présidentielle du 27 juin 1894 qui voit le succès de Casimir-Perier.
Il a été franc-maçon, haut dignitaire du  Suprême Conseil de France.

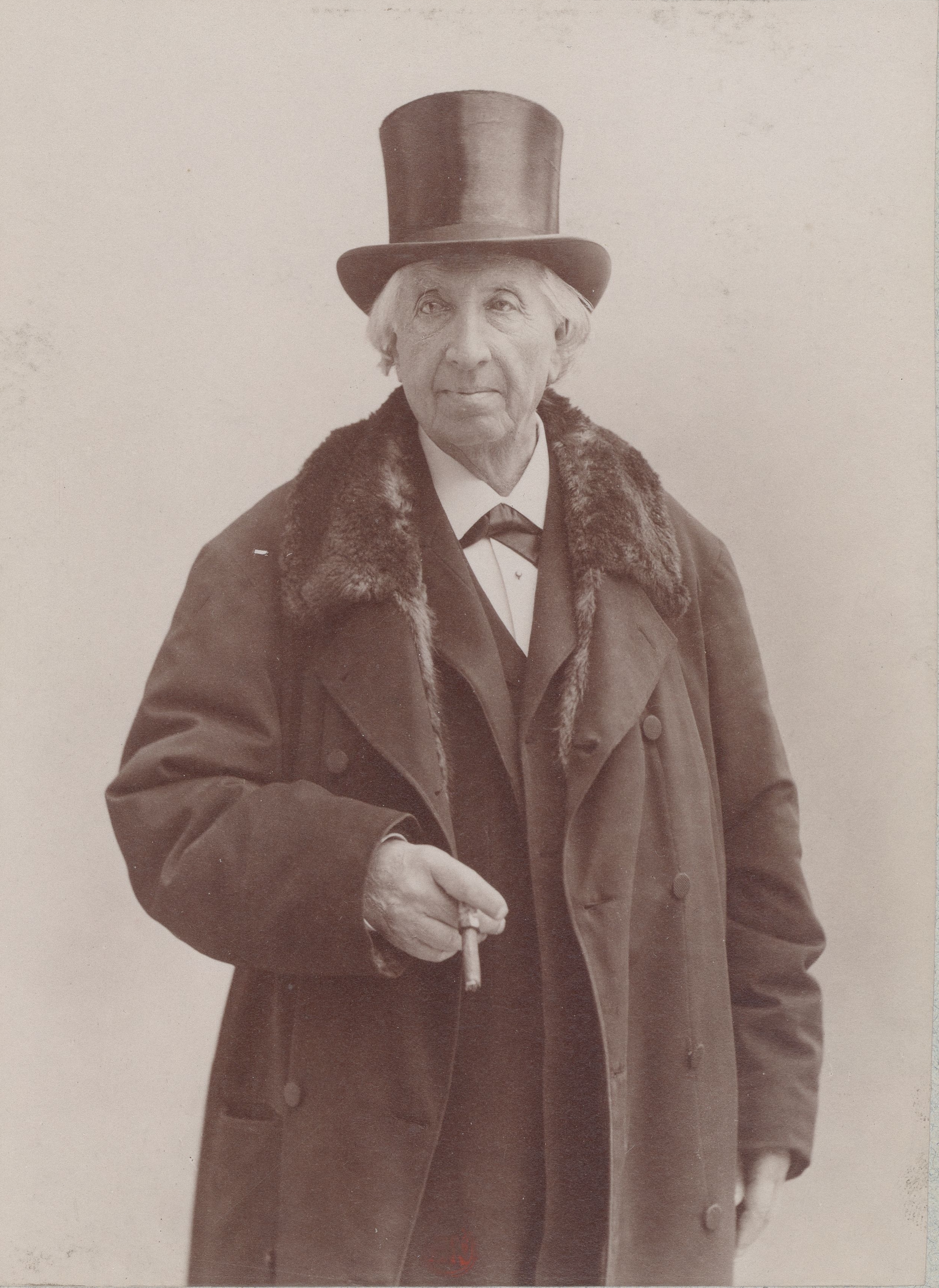
Emmanuel Arago lors de ses dernières années par Nadar.

Son fils, Pierre Jean François Arago, a été député des Alpes-Maritimes sous la Troisième République. Républicain mais plus à droite que son père, il fut l'un des leaders du Bloc National au temps de la chambre bleue horizon (1919-1924). Son petit-fils, prénommé Emmanuel comme lui, fut un proche conseiller de Paul Reynaud et Édouard Daladier.
Longtemps éclipsé dans la mémoire collective par la personnalité de son père François, Emmanuel Arago est remis en lumière par une biographie qui lui est consacrée en 2021 et la publication, en 2022, de son abondante correspondance, sur une période de 44 ans, avec George Sand.